# Symplegma brakenhielmi
Symplegma brakenhielmi är en sjöpungsart som beskrevs av Wilhelm Michaelsen 1904. Symplegma brakenhielmi ingår i släktet Symplegma och familjen Styelidae. Inga underarter finns listade i Catalogue of Life.